# Сікарам
Сікарам (пушту, дарі, урду  سیکرم) — гора на кордоні між Афганістаном і Пакистаном, на південь від річки Кабул і перевалу Хайбер. Висота 4755 м, це найвища вершина гірського хребта Спін-Ґар, або Сафед Кох.

## Географія
Гора Сікарам розташована на північ від села Пейвар в районі Куррам пакистанської провінції Хайбер-Пахтунхва, на південь від річки Кабул і перевалу Хайбер. Її гірський хребет, Спін-Ґар, безпосередньо з'єднується з відгалуженням Шандура гірської системи Гіндукуш і відокремлений від неї тільки вузьким жолобом, долини річки Кабул. В районі хребта, температура повітря може опускатися нижче 0 °C у будь-яку пору року.
Невелика долина на схилі гори Сікарам охоплює ряд сіл, районів та племінних регіонів — багато історично значущих — включаючи Пейвар, Алізай, Тарі Мангал, Нарай, Спеена Шага та Хевас. Перевал Гаві, також відомий як перевал Пейвар-Коталь, проходить між долиною Куррам і долиною Арюб в Афганістані; він з'єднує провінцію Пактія в Афганістані з районом Куррам провінції Хайбер-Пахтунхва в колишніх федеральних племінних районах Пакистану.
Абсолютна висота вершини 4755 метрів над рівнем моря. Це найвища вершина хребта Спін-Ґар, і належить до ультра-піків Землі. Відносна висота гори — 2295 м. За цим показником вона займає 13-те місце серед ультра-піків Каракорум і Гіндукуш, 4-те в Афганістані та 9-те в Пакистані. Найвище сідло вершини, по якому вимірюється її відносна висота, має висоту 2460 м над рівнем моря. Топографічна ізоляція вершини відносно найближчої вищої гори Кух-е Кокзаро Загіча (5126 м), яка розташована на півночі, в горах Гіндукуш, становить 121,87 км.

## Історія
- 1878 британські війська здобули перемогу над афганськими військами і захопили контроль над перевалом Пейвар у битві при Пейвар-Коталі .
- 1878—1879 роки Британський геодезист Джордж Бетлі Скотт піднявся на гору під час кампанії обстеження Афганістану[5].